# بيل كينتنر
بيل كينتنر هو لاعب كرة قاعدة وسياسي أمريكي، ولد في 22 نوفمبر 1960 في سينسيناتي في الولايات المتحدة. نشط حزبياً في الحزب الجمهوري. وقد انتخب عضو مجلس ولاية نبراسكا ‏.